# Sperreinheit
Sperreinheiten, auch Sperrabteilungen genannt, sind im Landkrieg hinter der Frontlinie stationierte bewaffnete Einheiten, die ein unerlaubtes Zurückweichen oder eine Desertation der eigenen Kampftruppen verhindern sollen.
Im Zweiten Weltkrieg wurden Sperreinheiten des NKWD speziell hinter Strafeinheiten positioniert, da diese als wenig zuverlässig galten. In diesen, im Russischen Schtrafbat genannten, Einheiten dienten Kriminelle, politische Gefangene oder Soldaten mit Disziplinarstrafen. Sie wurden Strafniki genannt. Die Sperreinheiten waren meist mit Maschinengewehren bewaffnet. Sie handelten gemäß dem Befehl Nr. 227, des Volkskommissars für Verteidigung der UdSSR Josef Stalin vom 28. Juli 1942 („Nicht einen Schritt zurück!“, russisch Ни шагу назад!, transl. Ni schagu nasad!). Der erste Teil des Befehls sieht den Aufbau der Sperreinheiten vor: „Im Armeebereich sind drei bis fünf gut bewaffnete Einheiten (bis 200 Mann) aufzustellen, die unmittelbar hinter unzuverlässigen Divisionen einzusetzen sind und die Aufgabe haben, im Falle eines ungeordneten Rückzugs der vor ihnen liegenden Divisionen jeden Flüchtenden und jeden Feigling zu erschießen und damit dem ehrlichen Kämpfer bei der Verteidigung seiner Heimat beizustehen.“
Bereits im August 1918 gab Leo Trotzki, seinerzeit Volkskommissar für Militär- und Marineangelegenheiten, Michail Tuchatschewski (Kommandierender der 5. Armee) die Anweisung, „hinter unzuverlässigen Infanterieregimentern Abteilungen aus Tscheka-Angehörigen zu stationieren, die den Befehl zu schießen hatten, wenn Fronttruppen entweder desertierten oder sich ohne Erlaubnis zurückzogen“.
Nach Informationen des britischen Geheimdienstes, die am 4. November 2022 auf Twitter veröffentlicht wurden, sollen auch beim russischen Überfall auf die Ukraine hinter russischen Truppen in besetzten Gebieten der Ukraine Sperreinheiten (barrier troops bzw. blocking units) zum Einsatz kommen.

## Rezeption in den Medien
Im Film Duell – Enemy at the Gates von 2001 werden im ersten Akt die Sperreinheiten thematisiert.